# Circaeasterales
 Circaeasterales (Takht.) – rząd roślin w systemie Reveala z lat 1993–1999 klasyfikowany do klasy Ranunculopsida. Rośliny zielne występujące w zachodnich Chinach i północnych Indiach. Takson reprezentowany jest tylko przez dwa gatunki: Circaeaster agrestis i Kingdonia uniflora. W nowszych systemach APG rośliny te w randze rodziny włączane są do rzędu jaskrowców (Ranunculales).

## Charakterystyka
Rośliny drobne, z liśćmi o nerwacji dichotomicznej. 

## Systematyka
Pozycja w systemie APG II (2003)
Takson nie wyróżniany. Należące tu gatunki zaliczone do rzędu jaskrowców Ranunculales i rodziny Circaeasteraceae (opcjonalnie możliwy jest podział na dwie rodziny: Circaeasteraceae i Kingdoniaceae).
Pozycja i podział według systemu Reveala (1993–1999)
Gromada okrytonasienne, podgromada Magnoliophytina, klasa Ranunculopsida, podklasa jaskrowe, nadrząd Ranunculanae, rząd Circaesterales
- Rodzina Circaeasteraceae Hutch., Fam. Fl. Pl. 1: 98 1926
- Rodzina Kingdoniaceae A.S. Foster ex Airy Shaw,  Kew Bull. 18: 2621964.